# Thirunageswaram
Thirunageswaram is een panchayatdorp in het district Thanjavur van de Indiase staat Tamil Nadu. 

## Demografie
Volgens de Indiase volkstelling van 2001 wonen er 13.814 mensen in Thirunageswaram, waarvan 49% mannelijk en 51% vrouwelijk is. De plaats heeft een alfabetiseringsgraad van 72%. 